# International Lawn Tennis Challenge de 1911
O International Lawn Tennis Challenge de 1911 foi a 10ª edição do que atualmente é conhecida como Copa Davis. A Australásia sagrou-se campeã.
Nenhum país quis desafiar a Australásia em 1910. No ano seguinte, apenas as Ilhas Britânicas e os Estados Unidos o fizeram. O roteiro se repetiu pela terceira vez seguida: norte-americanos derrotando os britânicos e falhando em tirar o posto máximo da Australásia.
Pela primeira vez, os equipes foram autorizadas a substituir jogadores em partidas que já não valiam mais nada (com o vencedor do confronto já tendo feito os pontos necessários). Pela primeira vez, a final foi disputada na Nova Zelândia, no Lancaster Park, em Christchurch.

## Final 1
Chamada de Final no original, define a equipe desafiante para a Final 2.
| Estados Unidos 4 | West Side Tennis Club, Nova Iorque, Estados Unidos 9 de setembro - 12 de setembro | West Side Tennis Club, Nova Iorque, Estados Unidos 9 de setembro - 12 de setembro | Ilhas Britânicas 1 |     |     |     |     |  |
| \| \| \| \| 1 \| 2 \| 3 \| 4 \| 5 \| \| \| - \| \| ------------------------------------------------------------ \| --- \| --- \| --- \| --- \| --- \| \| \| 1 \| \| William Larned Charles Dixon \| 6 3 \| 2 6 \| 6 3 \| 3 6 \| 7 5 \| \| \| 2 \| \| Maurice McLoughlin Arthur Lowe \| 7 5 \| 6 1 \| 4 6 \| 4 6 \| 6 3 \| \| \| 3 \| \| Thomas Bundy / Raymond Little Alfred Beamish / Charles Dixon \| 3 6 \| 5 7 \| 4 6 \| \| \| \| \| 4 \| \| William Larned Arthur Lowe \| 6 3 \| 1 6 \| 7 5 \| 6 1 \| \| \| \| 5 \| \| Maurice McLoughlin Charles Dixon \| 8 6 \| 3 6 \| 6 3 \| 6 2 \| \| \| |                                                                                   |                                                                                   |                    |     |     |     |     |  |
| |                                                                                   |                                                                                   | 1                  | 2   | 3   | 4   | 5   |  |
| 1 | Estados Unidos · Reino Unido da Grã-Bretanha e Irlanda                            | William Larned Charles Dixon                                                      | 6 3                | 2 6 | 6 3 | 3 6 | 7 5 |  |
| 2 | Estados Unidos · Reino Unido da Grã-Bretanha e Irlanda                            | Maurice McLoughlin Arthur Lowe                                                    | 7 5                | 6 1 | 4 6 | 4 6 | 6 3 |  |
| 3 | Estados Unidos · Reino Unido da Grã-Bretanha e Irlanda                            | Thomas Bundy / Raymond Little Alfred Beamish / Charles Dixon                      | 3 6                | 5 7 | 4 6 |     |     |  |
| 4 | Estados Unidos · Reino Unido da Grã-Bretanha e Irlanda                            | William Larned Arthur Lowe                                                        | 6 3                | 1 6 | 7 5 | 6 1 |     |  |
| 5 | Estados Unidos · Reino Unido da Grã-Bretanha e Irlanda                            | Maurice McLoughlin Charles Dixon                                                  | 8 6                | 3 6 | 6 3 | 6 2 |     |  |

## Final 2
Chamada de Challenge Round no original, define a equipe campeã. Duelo entre a campeã da edição anterior e a vencedora da final 1.
| Australásia 4 | Hagley Park, Christchurch, Nova Zelândia 1 de janeiro - 3 de janeiro de 1912 | Hagley Park, Christchurch, Nova Zelândia 1 de janeiro - 3 de janeiro de 1912 | Estados Unidos 0 |     |     |     |     |           |
| \| \| \| \| 1 \| 2 \| 3 \| 4 \| 5 \| \| \| - \| \| ---------------------------------------------------------------- \| --- \| --- \| --- \| --- \| --- \| --------- \| \| 1 \| \| Norman Brookes Beals Wright \| 6 4 \| 2 6 \| 6 3 \| 6 3 \| \| \| \| 2 \| \| Rodney Heath William Larned \| 2 6 \| 6 1 \| 7 5 \| 6 2 \| \| \| \| 3 \| \| Norman Brookes / Alfred Dunlop Maurice McLoughlin / Beals Wright \| 6 4 \| 5 7 \| 7 5 \| 6 4 \| \| \| \| 4 \| \| Norman Brookes Maurice McLoughlin \| 6 4 \| 3 6 \| 4 6 \| 6 3 \| 6 4 \| \| \| 5 \| \| Rodney Heath Beals Wright \| \| \| \| \| \| não jogou \| |                                                                              |                                                                              |                  |     |     |     |     |           |
| |                                                                              |                                                                              | 1                | 2   | 3   | 4   | 5   |           |
| 1 | Australásia · Estados Unidos                                                 | Norman Brookes Beals Wright                                                  | 6 4              | 2 6 | 6 3 | 6 3 |     |           |
| 2 | Australásia · Estados Unidos                                                 | Rodney Heath William Larned                                                  | 2 6              | 6 1 | 7 5 | 6 2 |     |           |
| 3 | Australásia · Estados Unidos                                                 | Norman Brookes / Alfred Dunlop Maurice McLoughlin / Beals Wright             | 6 4              | 5 7 | 7 5 | 6 4 |     |           |
| 4 | Australásia · Estados Unidos                                                 | Norman Brookes Maurice McLoughlin                                            | 6 4              | 3 6 | 4 6 | 6 3 | 6 4 |           |
| 5 | Australásia · Estados Unidos                                                 | Rodney Heath Beals Wright                                                    |                  |     |     |     |     | não jogou |